# 高蔵町 (名古屋市)
高蔵町（たかくらちょう）は、愛知県名古屋市熱田区の町名。丁番を持たない単独町名である。住居表示実施済み。

## 地理
名古屋市熱田区の北部に位置し、東に外土居町、西に五本松町、南に夜寒町、北に沢上と接している。

## 歴史
江戸期まで愛知郡熱田神宮領であった地域にあたる。当地には高蔵古墳群と称される古墳群があり、周辺には弥生時代から奈良時代の遺跡が多く分布する。

### 町名の由来
熱田東町の小字名「高蔵」による。当地に所在する高座結御子神社の通称である「高蔵神社」に由来するという。高座結御子神社の名は平安時代中期成立の『延喜式神名帳』に記載があり、古来から続く神社である。

### 行政区画の変遷
- 1939年（昭和14年）4月1日 - 熱田区熱田東町の一部により、同区高蔵町として成立[2]。
- 1980年（昭和55年）7月13日 - 五本松町・夜寒町・花町の各一部を編入する[2]。また、一部が外土居町・中田町・夜寒町[2]・沢上一丁目[3]にそれぞれ編入される。

## 世帯数と人口
2018年（平成30年）12月1日現在の世帯数と人口は以下の通りである。
| 町丁   | 世帯数  | 人口  |
| ------ | ------- | ----- |
| 高蔵町 | 266世帯 | 594人 |

### 人口の変遷
国勢調査による人口の推移
| 1995年（平成7年）  | 734人 | [ WEB 5 ] |  |
| 2000年（平成12年） | 624人 | [ WEB 6 ] |  |
| 2005年（平成17年） | 643人 | [ WEB 7 ] |  |
| 2010年（平成22年） | 601人 | [ WEB 8 ] |  |
| 2015年（平成27年） | 618人 | [ WEB 9 ] |  |

## 学区
市立小・中学校に通う場合、学校等は以下の通りとなる。また、公立高等学校に通う場合の学区は以下の通りとなる。
| 番・番地等 | 小学校               | 中学校               | 高等学校 |
| ---------- | -------------------- | -------------------- | -------- |
| 全域       | 名古屋市立高蔵小学校 | 名古屋市立沢上中学校 | 尾張学区 |

## 施設

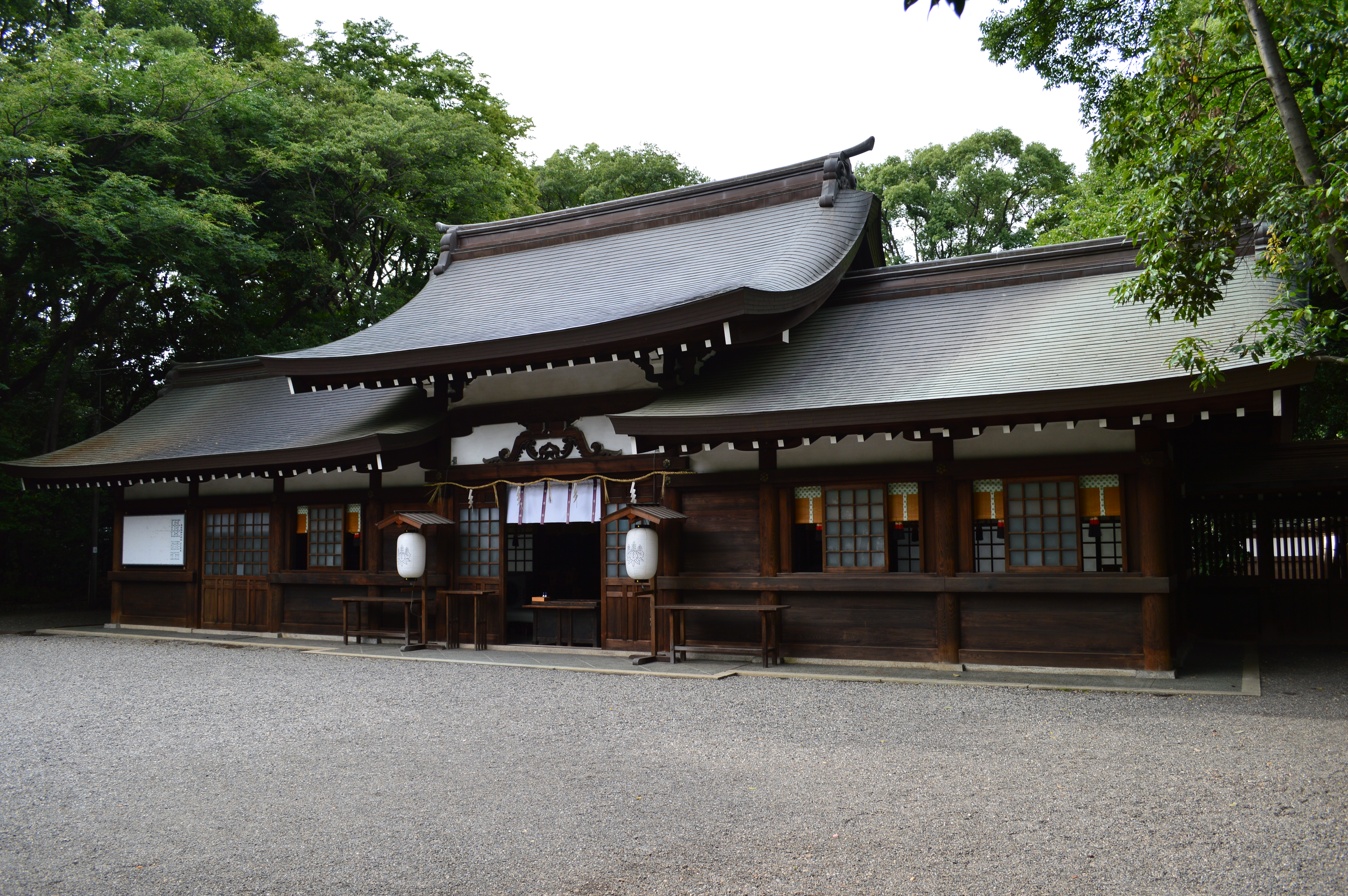
高座結御子神社
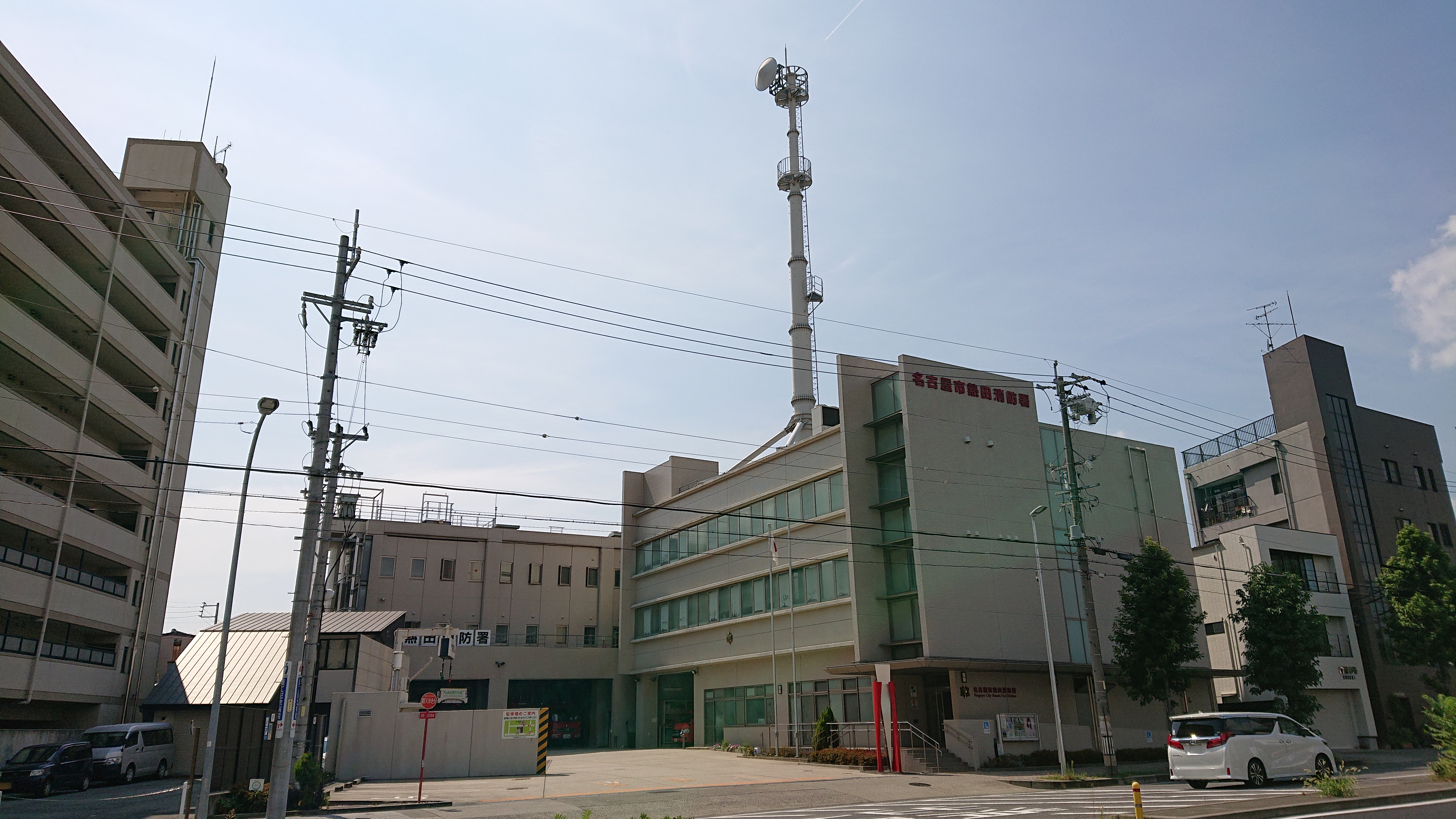
熱田消防署
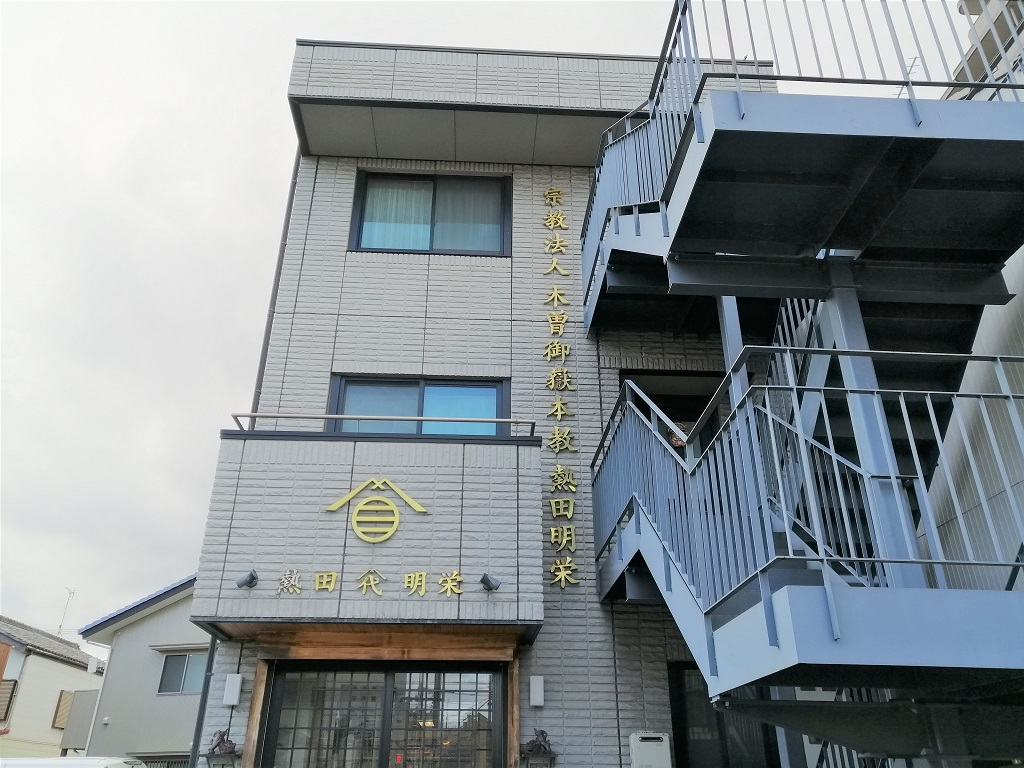
木曽御岳本教熱田明栄

- 高蔵公園

1956年（昭和31年）10月15日供用開始。
- 名古屋市消防局熱田消防署
- 旗屋交番
- 高蔵保育園
- 不動院
- 木曽御岳本教熱田明栄
- 夜寒公園

1960年（昭和35年）6月1日供用開始。
- 高座結御子神社
- 熱田消防署
- 木曽御岳本教熱田明栄

## 史跡
- 高蔵遺跡

### WEB
1. 1 2  “町・丁目(大字)別、年齢(10歳階級)別公簿人口(全市・区別)”.   名古屋市 (2018年12月20日). 2019年1月6日閲覧。
2. ↑  “郵便番号”.  日本郵便. 2019年1月6日閲覧。
3. ↑  “市外局番の一覧”.   総務省. 2019年1月6日閲覧。
4. ↑  “熱田区の町名”.   名古屋市 (2015年10月21日). 2019年1月12日閲覧。
5. ↑  総務省統計局 (2014年3月28日). “平成7年国勢調査の調査結果(e-Stat) - 男女別人口及び世帯数 －町丁・字等” (CSV). 2019年4月27日閲覧。
6. ↑  総務省統計局 (2014年5月30日). “平成12年国勢調査の調査結果(e-Stat) - 男女別人口及び世帯数 －町丁・字等” (CSV). 2019年4月27日閲覧。
7. ↑  総務省統計局 (2014年6月27日). “平成17年国勢調査の調査結果(e-Stat) - 男女別人口及び世帯数 －町丁・字等” (CSV). 2019年4月27日閲覧。
8. ↑  総務省統計局 (2012年1月20日). “平成22年国勢調査の調査結果(e-Stat) - 男女別人口及び世帯数 －町丁・字等” (CSV). 2019年4月27日閲覧。
9. ↑  総務省統計局 (2017年1月27日). “平成27年国勢調査の調査結果(e-Stat) - 男女別人口及び世帯数 －町丁・字等” (CSV). 2019年4月27日閲覧。
10. ↑  “市立小・中学校の通学区域一覧”.   名古屋市 (2018年11月10日). 2019年1月14日閲覧。
11. ↑  “平成29年度以降の愛知県公立高等学校（全日制課程）入学者選抜における通学区域並びに群及びグループ分け案について”.   愛知県教育委員会 (2015年2月16日). 2019年1月14日閲覧。
12. 1 2  “都市公園の名称、位置及び区域並びに供用開始の期日” (2019年5月1日). 2019年11月3日閲覧。

### 書籍
1. ↑  名古屋市計画局 1992, p. 429.
2. 1 2 3  名古屋市計画局 1992, p. 810.
3. ↑  名古屋市計画局 1992, p. 809.